# Impatientinum balsamines
Impatientinum balsamines är en insektsart som först beskrevs av Johann Heinrich Kaltenbach 1862.  Impatientinum balsamines ingår i släktet Impatientinum och familjen långrörsbladlöss. Enligt den finländska rödlistan är arten sårbar i Finland. Arten är reproducerande i Sverige. Artens livsmiljö är lundskogar. Inga underarter finns listade i Catalogue of Life.